# Merodontina sikkimensis
Merodontina sikkimensis är en tvåvingeart som beskrevs av Günther Enderlein 1914. Merodontina sikkimensis ingår i släktet Merodontina och familjen rovflugor. Inga underarter finns listade i Catalogue of Life.